# Ghulam Ishaq Khan
Vous lisez un « bon article » labellisé en 2020.
Pour les articles homonymes, voir GIK.
Ghulam Ishaq Khan (en ourdou : غلام اسحاق خان), souvent désigné par ses initiales GIK, né le 20 janvier 1915 à Ismail Khel et mort le 27 octobre 2006 à Peshawar, est un homme d'État pakistanais. Il est notamment ministre des Finances de 1977 à 1985, président du Sénat de 1985 à 1988, et président du Pakistan de 1988 à 1993.
Originaire d'une famille pachtoune de la province de la Frontière-du-Nord-Ouest, Ghulam Ishaq Khan fait des études scientifiques avant d'intégrer la fonction publique provinciale puis nationale quand le Pakistan est fondé en 1947. Il est intégré au milieu politique sous le régime de Muhammad Ayub Khan puis surtout par Zulfikar Ali Bhutto qui le nomme à la tête de la Banque d'État.
Ishaq Khan soutient le chef de l'armée Muhammad Zia-ul-Haq qui prend le pouvoir en 1977 à la suite d'un coup d'État. Il est ainsi nommé ministre des Finances avant d'être élu sénateur en 1985 puis prend la présidence de la chambre haute dans la foulée. C'est à ce titre qu'il prend la présidence intérimaire du pays après la mort de Zia-ul-Haq le 17 août 1988.
Élu le 13 décembre 1988 président de la République pour un mandat de cinq ans, il cohabite difficilement avec les Premiers ministres Benazir Bhutto et Nawaz Sharif. Il utilise les amendements constitutionnels issus du régime militaire pour démettre ces deux gouvernements. Il fait cependant face à l'opposition de la Cour suprême dans le deuxième cas et démissionne le 18 juillet 1993, avant de vivre une retraite discrète.

## Jeunesse et éducation
Ghulam Ishaq Khan est né le 20 janvier 1915 dans le village reculé d'Ismail Khel, au sein du district de Bannu, situé dans la province de la Frontière-du-Nord-Ouest alors sous domination du Raj britannique. Il est issu d'une famille de l'ethnie pachtoune. Son beau-fils Anwar Saifullah Khan sera sénateur et ministre, tandis que sa petite-fille est l'épouse de l'homme politique Omar Ayub Khan.
Après avoir terminé ses études secondaires à Bannu, il intègre l'université de Peshawar et obtient un double bachelor en science, en chimie et en botanique, avant d'intégrer la fonction publique provinciale peu après, en 1940,.
En 1950, il se marie avec Shamin Ishaq et le couple a six enfants, un garçon et cinq filles.

## Fonction publique

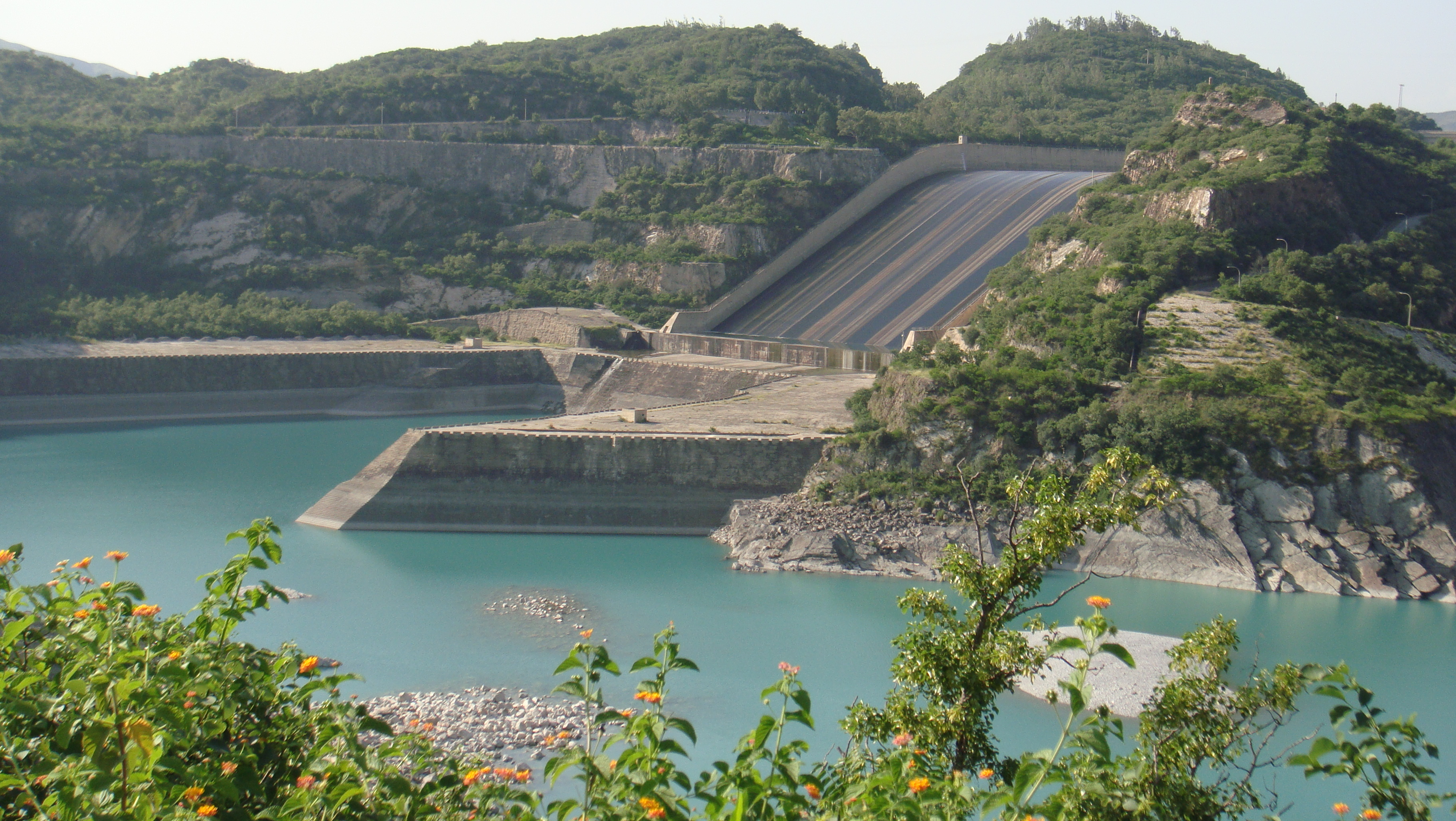
Le barrage de Tarbela.

En 1940, Ghulam Ishaq Khan intègre la fonction publique britannique de la province de la Frontière-du-Nord-Ouest. Jusqu'à la création du Pakistan en 1947, il occupe différents postes à responsabilité. Il est notamment agent du trésor à Bannu, commissaire adjoint à Abbottabad, Haripur et Nowshera et administrateur financier de l'Islamia College à Peshawar. 
Après l'indépendance, Ishaq Khan prend de l'importance dans l'administration. Au tournant des années 1950, il devient commissaire au développement de la province avant de rejoindre la fonction publique nationale. En 1954, il est secrétaire à l'irrigation, l'eau et l'électricité puis en 1956, agent financier au sein de l'autorité de développement de ces mêmes secteurs (Water and Power Development Authority). En 1961, il est nommé président de cette administration sous le régime de Muhammad Ayub Khan et à ce titre, il supervise notamment la réalisation du barrage de Mangla puis de Tarbela. 
Entre 1966 et 1970, il est secrétaire aux finances du gouvernement d'Ayub Khan puis de Yahya Khan. Alors que les militaires sont contraints de quitter le pouvoir au profit de Zulfikar Ali Bhutto, ce dernier nomme Ishaq Khan au poste de gouverneur de la Banque d'État du Pakistan le 22 décembre 1971. À ce titre, il est notamment chargé d'appliquer la politique monétaire et bancaire du Premier ministre Bhutto qui mène une politique de socialisation de l'économie. Les principales banques sont notamment nationalisées en 1974, mais Ishaq Khan se révèle critique envers cette politique. Son influence, notamment auprès des généraux, est néanmoins utile pour le pouvoir. Bhutto le nomme au poste de secrétaire à la Défense au sein du gouvernement en mars 1975.

## Carrière politique

### Ministre des Finances
Grâce à sa position de secrétaire à la Défense, Ishaq Khan développe ses relations au sein de l'armée pakistanaise et se rapproche notamment de son chef Muhammad Zia-ul-Haq. Ce dernier mène un coup d'État qui renverse le Premier ministre du Pakistan Zulfikar Ali Bhutto le 5 juillet 1977 et proclame la loi martiale, date à laquelle Ishaq Khan perd donc son poste. Ayant toutefois soutenu le chef de l'armée, il devient l'un des plus importants rouages du nouveau régime militaire. Il est nommé dès 1977 au sein du conseil exécutif de la loi martiale,. En 1978, il est choisi au poste de ministre des Finances par Zia et sera donc responsable de toutes les décisions économiques et financières du pays jusqu'en 1985. À ce titre, il applique la politique de privatisation de l'économie et met surtout en place l'islamisation du système bancaire et fiscal voulue par le président Zia. 
Ghulam Ishaq Khan a également joué un rôle important dans le développement nucléaire militaire, particulièrement grâce à ses bonnes relations avec le physicien nucléaire Abdul Qadeer Khan. En tant que ministre des Finances, il organise surtout le financement du programme via la Commission pakistanaise à l'énergie atomique. En 1981, il accorde spécifiquement des exemptions de taxes à la Bank of Credit and Commerce International qui facilitera en échange le financement scientifique du pays. Il continue à occuper ce rôle en tant que président du Sénat puis chef de l’État, créant en 1993 le Ghulam Ishaq Khan Institute of Engineering Sciences and Technology qui enseigne notamment la physique nucléaire.

### Président du Sénat

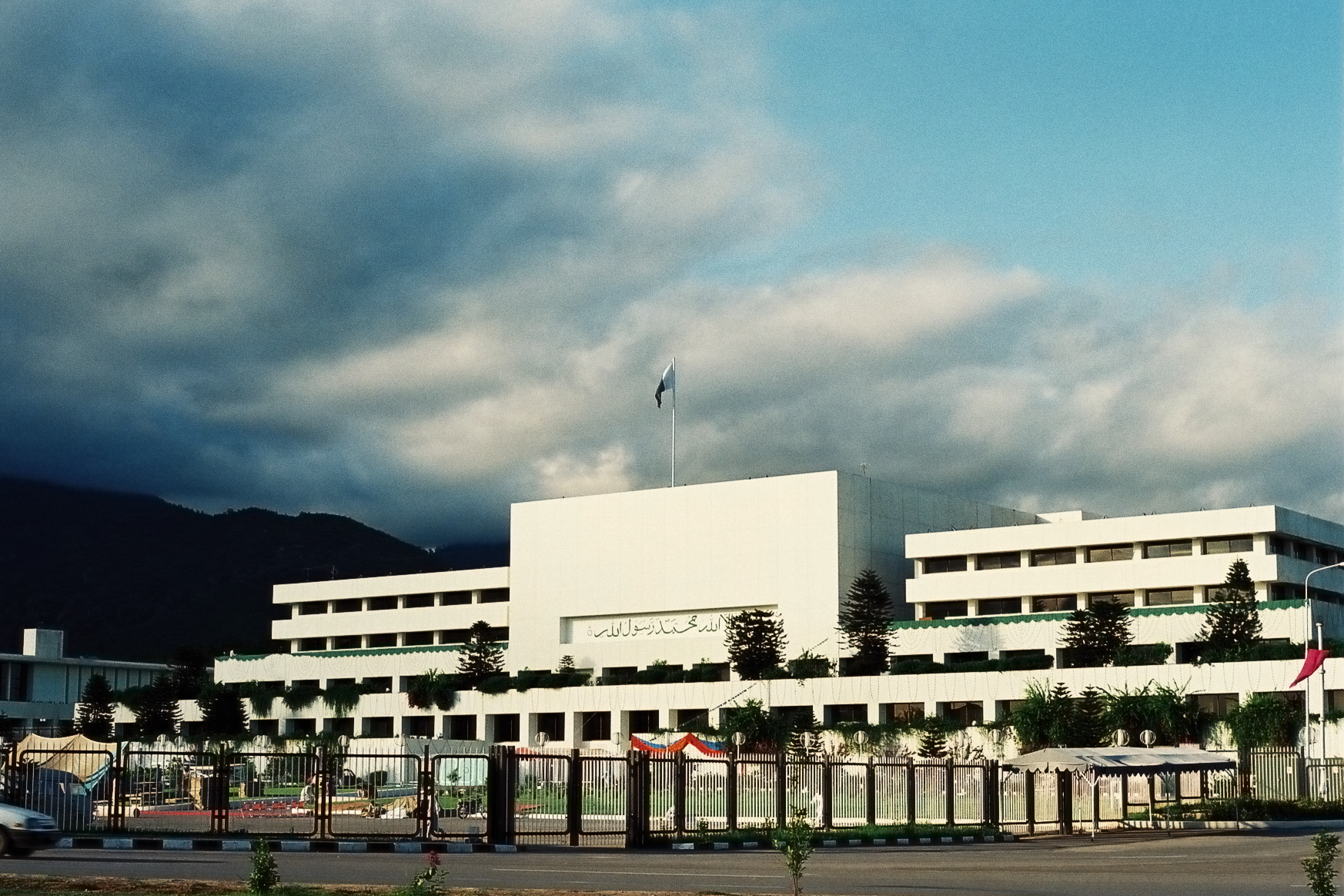
Le Parlement du Pakistan.

En 1985, Muhammad Zia-ul-Haq décide de mettre fin à la loi martiale et rétablit le régime de droit commun. Peu après les élections législatives du 23 février 1985, des élections indirectes se tiennent pour le Sénat. Ghulam Ishaq Khan est élu sénateur sur un siège réservé aux technocrates pour la province de la Frontière-du-Nord-Ouest. Le 21 mars, il est remplacé par Mahbub ul Haq au poste de ministre des Finances puis est élu président de la chambre haute, l'un des plus hauts postes du pays.
Le 17 août 1988, Zia-ul-Haq meurt dans le crash de son Lockheed C-130 Hercules avec une trentaine de généraux peu après avoir décollé de Bahawalpur,. En tant que président du Sénat, Ghulam Ishaq Khan prend immédiatement la présidence par intérim, comme le veut la Constitution. Dans le même temps, Mirza Aslam Beg succède à Zia en tant que chef de l'armée, si bien que les deux postes sont dissociés pour la première fois depuis le coup d'État de 1977. 
Quant au mystérieux accident d'avion, Ghulam Ishaq Khan annonce rapidement qu'un sabotage ne peut pas être exclu, ce qu'un rapport d'enquête qui lui est remis le 16 octobre juge probable. Occupant la présidence par intérim, il décrète l'état d'urgence et annonce dix jours de deuil national ainsi que des funérailles d’État pour le président. En accord avec les militaires, il choisit néanmoins de maintenir les élections législatives prévues pour la fin de l'année afin que le régime retrouve un caractère civil, tout en laissant l'opposition mener campagne.

### Président de la République

#### Cohabitation avec Benazir Bhutto

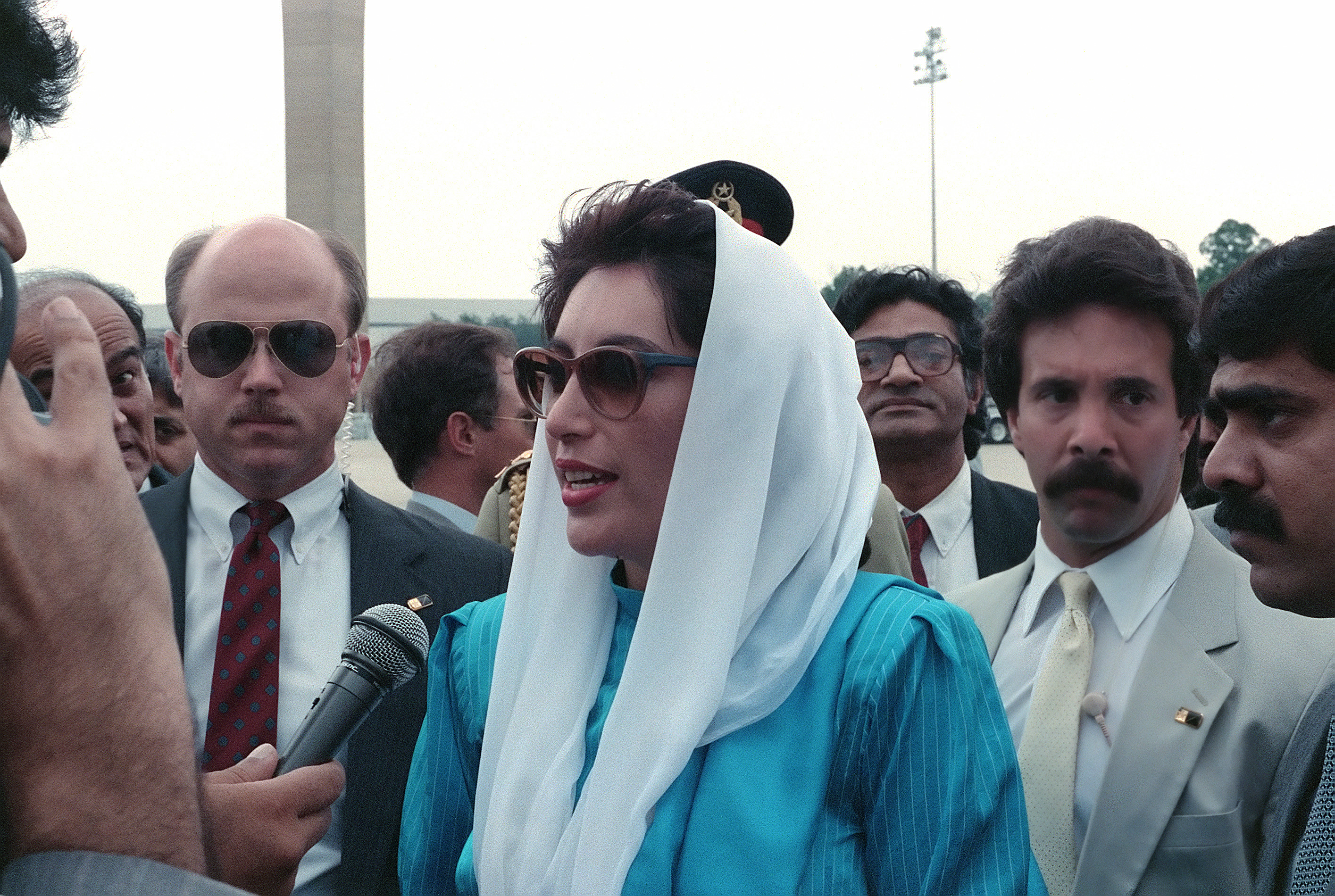
Benazir Bhutto en visite à Washington, en juin 1989.

Alors que Ghulam Ishaq Khan occupe depuis le 17 août le poste de président de la République par intérim, il laisse les élections législatives du 16 novembre 1988 se dérouler normalement, avec notamment la participation des partis politiques qui était interdite sous Zia-Uul-Haq. Le scrutin aboutit à la victoire de l'opposition, le Parti du peuple pakistanais (PPP) de Benazir Bhutto battant les conservateurs de l'Alliance démocratique islamique (ADI), héritiers de Zia. Passant un accord avec Bhutto, Ishaq Khan accepte qu'elle prenne le poste de Première ministre le 2 décembre, en échange de quoi le PPP soutiendra Ishaq Khan à l'élection présidentielle. 
Le 13 décembre, il est confortablement élu par le collège électoral pour un mandat de cinq ans, avec 348 voix sur 446 grâce au soutien du PPP et de l'ADI. À 72 ans, il devient le plus âgé des présidents du Pakistan. Il bénéficie donc des amendements à la Constitution adoptés par Zia en 1985 qui confèrent d'importants pouvoirs discrétionnaires au chef de l’État, alors que son rôle était auparavant surtout honorifique. Benazir Bhutto espérait revenir à l'équilibre instauré par son père en 1973, mais elle ne dispose pas d'une majorité suffisante au Parlement. Ainsi, les deux années de cohabitation entre les deux personnalités sont marquées par la rivalité. 
Grâce au soutien de l'armée, Ishaq Khan maintient ses prérogatives sur la politique extérieure et militaire, notamment sur le développement nucléaire. Sur cette dernière question, Bhutto réussit cependant à être intégrée aux décisions ; elle parvient même à imposer son candidat à la direction de l'ISI, les services secrets. Contrarié, le chef de l'armée Mirza Aslam Beg aurait convaincu le président de mettre un terme au mandat de Benazir Bhutto. Le 21 juillet 1990, le président démet de ses fonctions la Première ministre et dissout les assemblées, convoquant des élections législatives anticipées et décrète l'état d'urgence. Il justifie sa décision en accusant le gouvernement Bhutto de corruption, de népotisme, d'inefficacité à mener des réformes et d'incapacité à contrôler les violences communautaires à Karachi,. Malgré un premier avis défavorable de la Haute Cour de Peshawar, la décision est finalement validée par la Cour suprême.

#### Cohabitation avec Nawaz Sharif

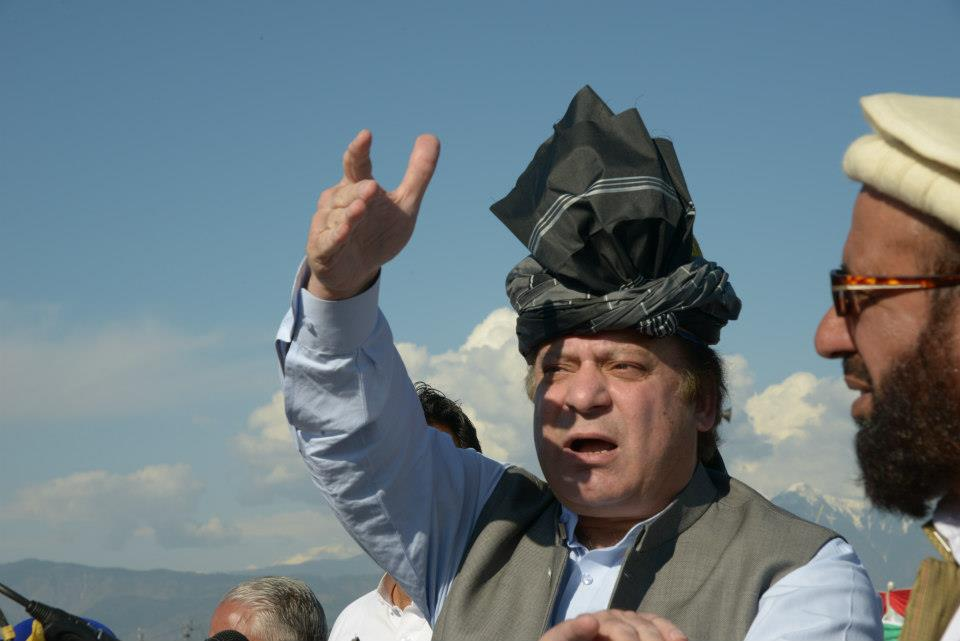
Nawaz Sharif en 2014.

Le 6 août 1990, Ghulam Ishaq Khan nomme Ghulam Mustafa Jatoi au poste de Premier ministre le temps de la transition. Les élections législatives du 24 octobre 1990 aboutissent à la victoire de l'Alliance démocratique islamique et Nawaz Sharif accède à la tête du gouvernement le 6 novembre 1990. Dans un premier temps, les relations entre les deux hommes de l’exécutif sont bonnes. Nawaz Sharif soutient la politique d'Ishaq Khan et le laisse gérer les dossiers sensibles qui tiennent à l'armée. Le 16 août 1991, le président nomme Asif Nawaz en tant que chef de l'armée pour remplacer Mirza Aslam Beg, arrivé à l'âge de la retraite.
Toutefois, dès l'été 1991, la cohabitation entre les deux hommes se tend progressivement. D'abord, le président voit mal la tentative du gouvernement de reprendre en main les administrations provinciales, puis les deux hommes entrent en conflit après la mort suspecte d'Asif Nawaz le 8 janvier 1993 à propos de sa succession. Nawaz Sharif tente d'imposer son choix à la tête de l'armée, mais doit s'incliner face au président qui choisit Abdul Waheed Kakar. Ce dernier démet par ailleurs le chef de l'ISI, qui avait été choisi par Nawaz Sharif.
Comme avec Benazir Bhutto, la période est également marquée par les affrontements inter-ethniques à Karachi et celles-ci provoquent des tensions au sein du pouvoir. Le Premier ministre lance avec l'armée une opération militaire le 19 juin 1992 dans le but de mettre un terme aux violences. Menée de manière très brutale et visant uniquement le Mouvement Muttahida Qaumi, cette politique se révèle infructueuse alors que les violences redoublent d’intensité.

#### Crise politique et démission

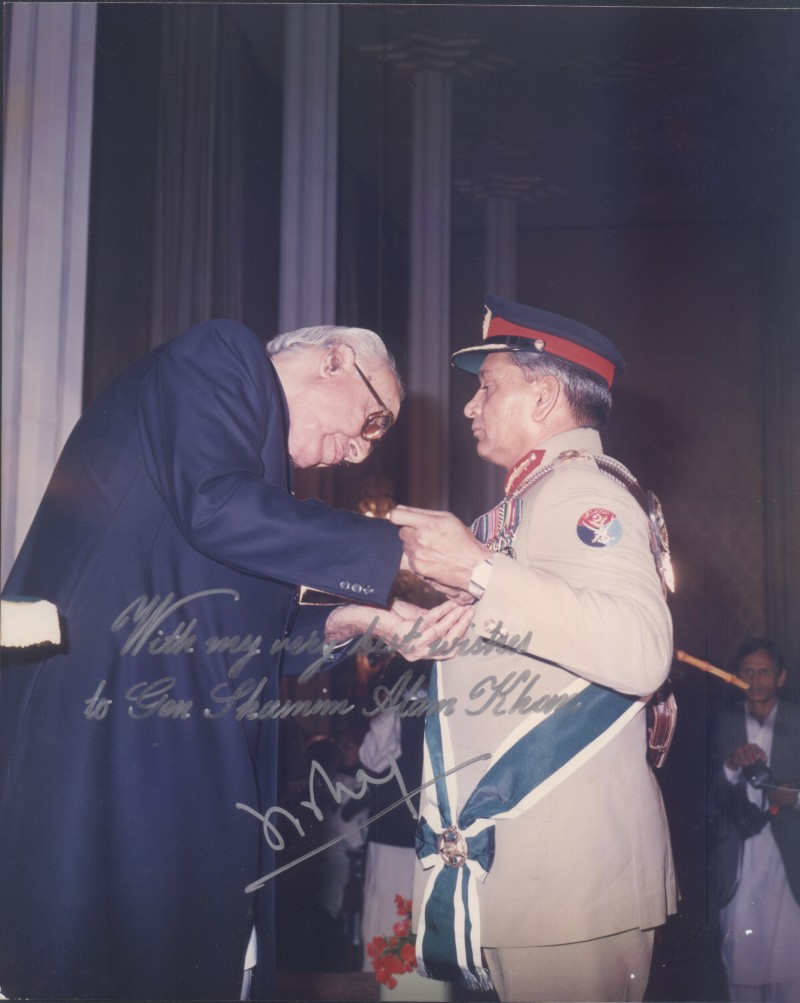
Ghulam Ishaq Khan décorant un militaire.

Pointant l'échec de l'opération à Karachi, le président Ishaq Khan démet Nawaz Sharif de ses fonctions le 18 avril 1993. Il accuse également le gouvernement de corruption et soupçonne son implication dans l’empoisonnement d'Asif Nawaz. Dans le même temps, l'armée se positionne autour du siège de la radio et télévision d’État pour empêcher le Premier ministre déchu d'adresser un appel à ses partisans. Le président nomme Balakh Sher Mazari pour prendre l'intérim à la tête du gouvernement et annonce des élections pour le 14 juillet. 
Nawaz Sharif saisit toutefois la justice et la Cour suprême lui donne raison, jugeant la décision d'Ishaq Khan non-conforme à la Constitution, estimant qu'il a outrepassé son rôle. Le Premier ministre est rétabli dans ses fonctions le 26 mai. Le conflit entre les deux hommes se poursuit pourtant alors que le président cherche à isoler Nawaz Sharif. De plus, Benazir Bhutto menace de lancer un mouvement de contestations pour obtenir la démission de Sharif et de nouvelles élections,. 
Le 1er juillet 1993, le chef de l'armée Abdul Waheed Kakar décide d'intervenir ouvertement dans la crise et force le 18 juillet à une démission conjointe des deux hommes. Le président garde un rôle dans l'organisation de cette transition, choisissant Moin Qureshi pour remplacer le Premier ministre. Nawaz Sharif annonce le premier qu'il quitte ses fonctions en indiquant qu'il a été contraint. Peu après dans la journée, Ishaq Khan annonce sa démission, qu'il qualifie de volontaire, et annonce la dissolution de toutes les assemblées pour convoquer des élections législatives anticipées. Il est remplacé par le président du Sénat Wasim Sajjad comme le prévoit la Constitution.

## Fin de vie et mort
Ghulam Ishaq Khan quitte la présidence à l'âge de 78 ans alors qu'il était à moins de six mois de la fin de son mandat. Il tente en vain de se représenter au scrutin de 1993, en essayant de convaincre le Parti du peuple pakistanais (PPP) de soutenir sa candidature. Le PPP opte finalement pour la candidature de Farooq Leghari,. Il abandonne ainsi la vie politique pour prendre une retraite discrète dans sa résidence de Peshawar. Il ne s'exprimera jamais publiquement sur ses années de pouvoirs et ses choix politiques. Selon sa famille, il passe simplement sa retraite à lire, se tient informé de l'actualité et s'occupe de son jardin et de ses chiens. 
Au cours de l'année 2006, sa santé se dégrade et il devient de plus en plus invalide. Le 27 octobre 2006, il meurt chez lui des suites d'une pneumonie à l'âge de 91 ans. Ses funérailles officielles attirent plusieurs milliers de personnes et il est enterré à proximité de l'université de Peshawar.

## Héritage

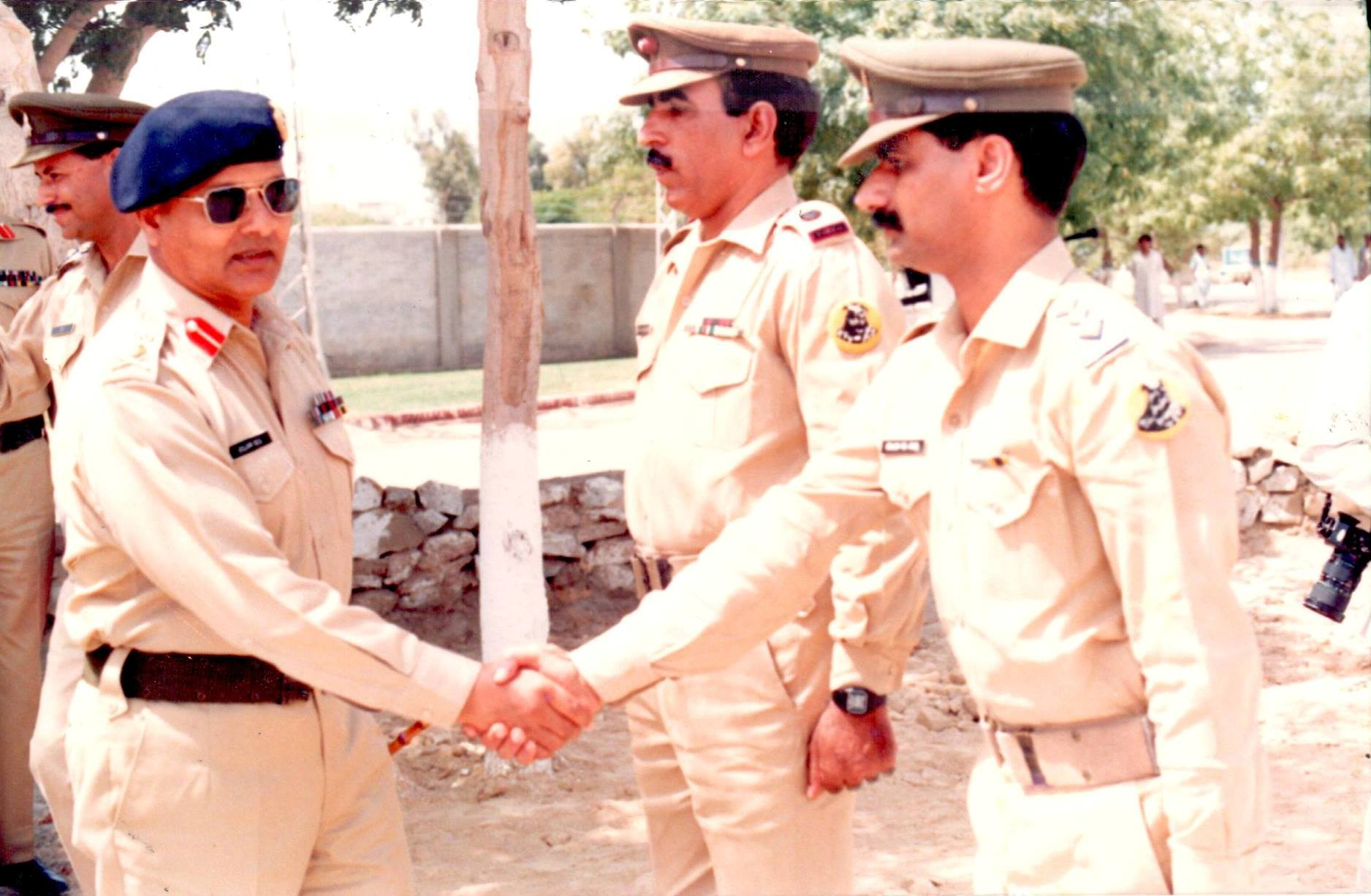
Mirza Aslam Beg saluant des officiers.

Ghulam Ishaq Khan est largement vu comme un bureaucrate compétent et efficace ainsi qu'un homme politique strict et discret, s'étant peu exprimé sur les luttes de pouvoir en cours sous son mandat et emportant dans la tombe des « secrets d’État ». Son héritage se retrouve aussi par ailleurs dans la bombe nucléaire pakistanaise, pour laquelle il a joué un rôle décisif en organisation le financement et réunissant des équipes scientifiques. Il est ainsi parfois qualifié de « grand-père » de la bombe, étant par ailleurs proche de son concepteur Abdul Qadeer Khan. 
Ishaq Khan est surtout vu comme proche de l'armée et ayant servi les intérêts des militaires au détriment de la démocratie. S'il est reconnu comme l'homme qui a supervisé le retour à un régime civil issu d'élections après la mort du dictateur Muhammad Zia-ul-Haq, il a en revanche tiré profit des pouvoirs présidentiels créés sous le régime militaire pour démettre deux gouvernements élus. Ses actions ont donc fragilisé les gouvernements civils au profit du pouvoir militaire. Il est ainsi accusé d'avoir servi les intérêts de l'armée et fermé les yeux sur les montages financiers et la construction d'un empire économique au service des militaires. Muhammad Mian Soomro prétend notamment que le président a refusé de s'attaquer à cette question qu'il aurait considérée comme trop dangereuse politiquement.
Son nom est cité dans le cadre d'une affaire de financement illégal de partis politiques dont la Cour suprême se saisit en 2012. Alors chef de l'armée, Mirza Aslam Beg est accusé d'avoir aidé les partis conservateurs s'opposant à Benazir Bhutto lors des élections législatives de 1990. Le chef des services de renseignement Asad Durrani accuse notamment la cellule politique du président Ishaq Khan d'avoir fourni au chef de l'armée la répartition des fonds à effectuer entre les différents politiciens et formations politiques. Dans un arrêt rendu le 19 octobre 2012, la Cour suprême reprend ces accusations en pointant notamment la responsabilité du président Ishaq Khan, coupable d'avoir « agi en violation de la Constitution » et « terni la réputation du Pakistan »,.